# Actenochroma
Actenochroma is een geslacht van vlinders van de familie spanners (Geometridae), uit de onderfamilie Geometrinae.

## Soorten
- A. muscicoloraria Walker
- A. pullicosta Prout, 1934